# Grith Ejstrup
Grith Ejstrup (* 5. Juli 1953 in Kopenhagen) ist eine ehemalige dänische Hochspringerin.
1971 wurde sie Zwölfte bei den Halleneuropameisterschaften in Sofia und kam bei den Europameisterschaften in Helsinki auf den 18. Platz.
Im Jahr darauf wurde sie Fünfte bei den Halleneuropameisterschaften 1972 in Grenoble und Zwölfte bei den Olympischen Spielen in München.
Einem 15. Platz bei den Halleneuropameisterschaften 1973 in Rotterdam folgte ein neunter Platz bei den Halleneuropameisterschaften 1974 in Göteborg. Bei den Europameisterschaften 1974 in Rom und bei den Europameisterschaften 1978 in Prag schied sie in der Qualifikation aus.
Je sechsmal wurde sie Dänische Meisterin im Freien (1972–1975, 1977, 1978) und in der Halle (1971–1974, 1978, 1980).
Ihre Mutter Birthe Nielsen nahm als Sprinterin an den Olympischen Spielen 1948 in London teil.

## Persönliche Bestleistungen
- Freiluft: 1,85 m, 12. August 1972, Kopenhagen (ehemaliger nationaler Rekord)
- Halle: 1,84 m, 11. Februar 1973, Malente (ehemaliger nationaler Rekord)